# Repassage extrême
 (janvier 2014).
Si vous disposez d'ouvrages ou d'articles de référence ou si vous connaissez des sites web de qualité traitant du thème abordé ici, merci de compléter l'article en donnant les références utiles à sa vérifiabilité et en les liant à la section « Notes et références ».

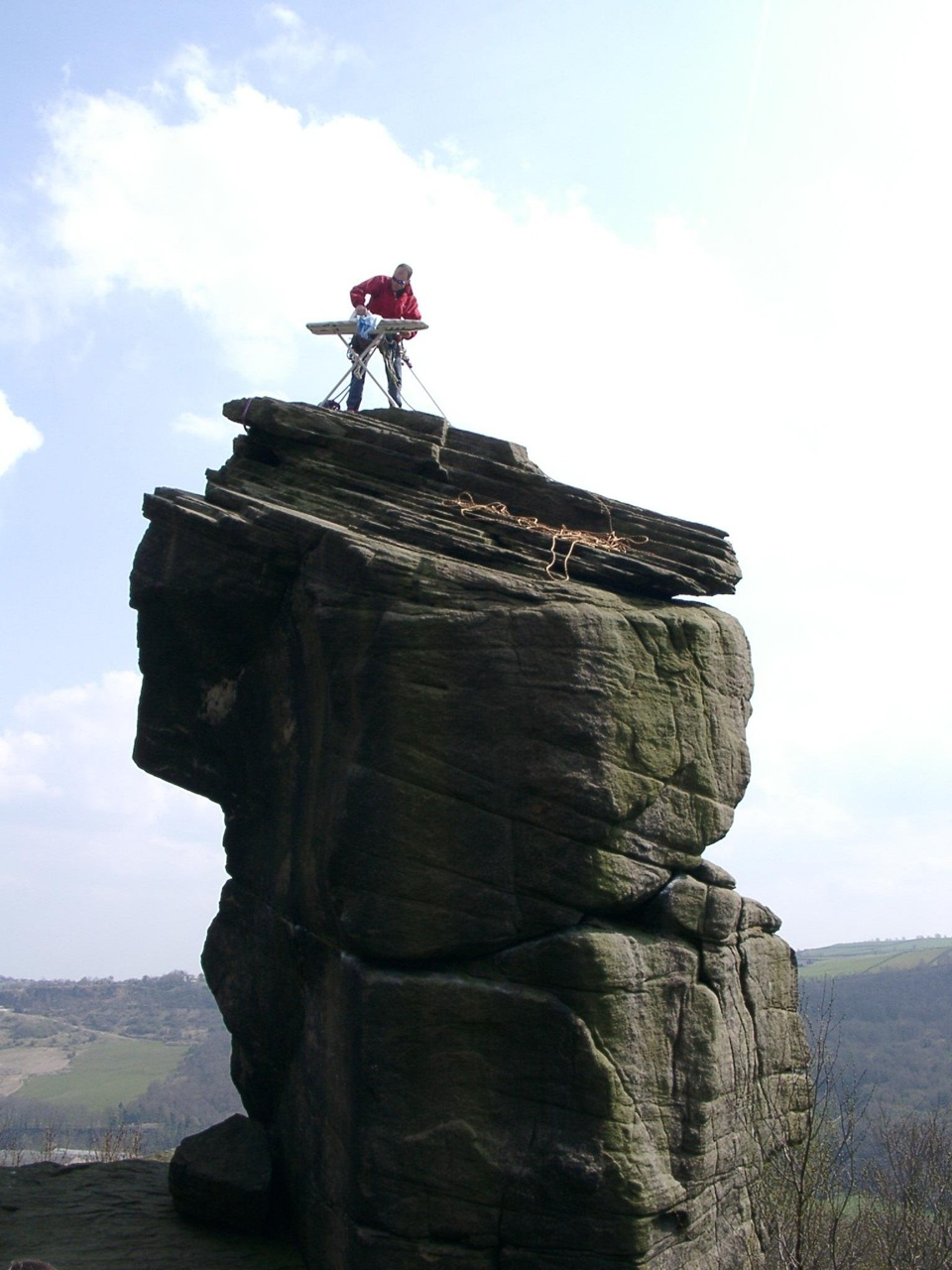
Repassage extrême sur le Rivelin Needle (Rivelin Rocks) près de Sheffield au Royaume-Uni en 2001.

Le repassage extrême est un mélange de sport extrême et d'art de performance, dans lequel les adeptes installent une planche à repasser dans un lieu incongru, de préférence dangereux, pour repasser quelques vêtements. Le site officiel le décrit comme « un sport à haut risque qui combine les frissons d'une activité extrême et la satisfaction d'une chemise bien repassée. ».
Le repassage extrême se pratique seul ou en groupe, il a déjà été pratiqué dans les lieux suivants : en haut d'une montagne après l'avoir escaladée, dans une forêt, en canoë, à ski ou en snowboard, au sommet d'une statue, au milieu d'une rue, sous l'eau ou encore sous la glace d'un lac gelé.
L'intérêt des médias pour le repassage extrême tient plus à la question de savoir si c'est véritablement un sport qu'à l'activité elle-même.

## Histoire
Les partisans de ce sport prétendent que tout a démarré en 1997 avec Phil Shaw, un habitant de Leicester employé dans une usine de vêtements en laine. Alors qu'il rentrait d'une dure journée de labeur, il se retrouva devant sa pile de repassage. Préférant passer la soirée à faire un peu d'escalade, il décida de combiner les deux activités et créa un nouveau sport extrême. En juin 1999, M. Shaw, qui se fait surnommer Steam (Vapeur), débuta une tournée internationale pour promouvoir cette découverte. Ses principales étapes furent les États-Unis, les îles Fidji, la Nouvelle-Zélande, l'Australie et l'Afrique du Sud. Une rencontre avec des touristes allemands en Nouvelle-Zélande provoqua la création d'un groupe appelé Extreme Ironing International et de son pendant germanique German Extreme Ironing Section (GEIS).
Un documentaire a été réalisé par la chaine britannique Channel 4, montrant les rivalités entre deux groupes : EIB (Extreme Ironing Bureau) et Urban Housework.
En 2003, Phil Shaw a publié un livre : Extreme Ironing. Un DVD est sorti l'année suivante appelé Ironing Under the Sky (Repasser sous les cieux), produit par le groupe Hot Under the Collar, qui confirme que cette activité est aussi basée sur l'autodérision et l'ironie.
En 2003 toujours, le Rowenta Trophy (sponsorisé par une marque de fers à repasser, Rowenta) a été gagné par une équipe sud-africaine en repassant au centre des gorges de Wolfberg Cracks, dans la réserve naturelle du Cederberg.

## Tournois

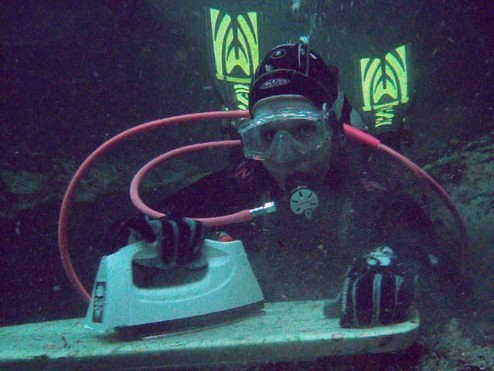
Repassage extrême sous-marin.

En septembre 2003, les premiers championnats du monde furent organisés à Valley en Allemagne (près de Munich). Ils furent considérés comme un succès par les organisateurs, les German Extreme Ironing Section. 12 équipes participèrent, venant de dix pays dont l'Autriche, l'Australie, la Croatie, le Chili, l'Allemagne et l'Angleterre.